# Suzanne Eisendieck

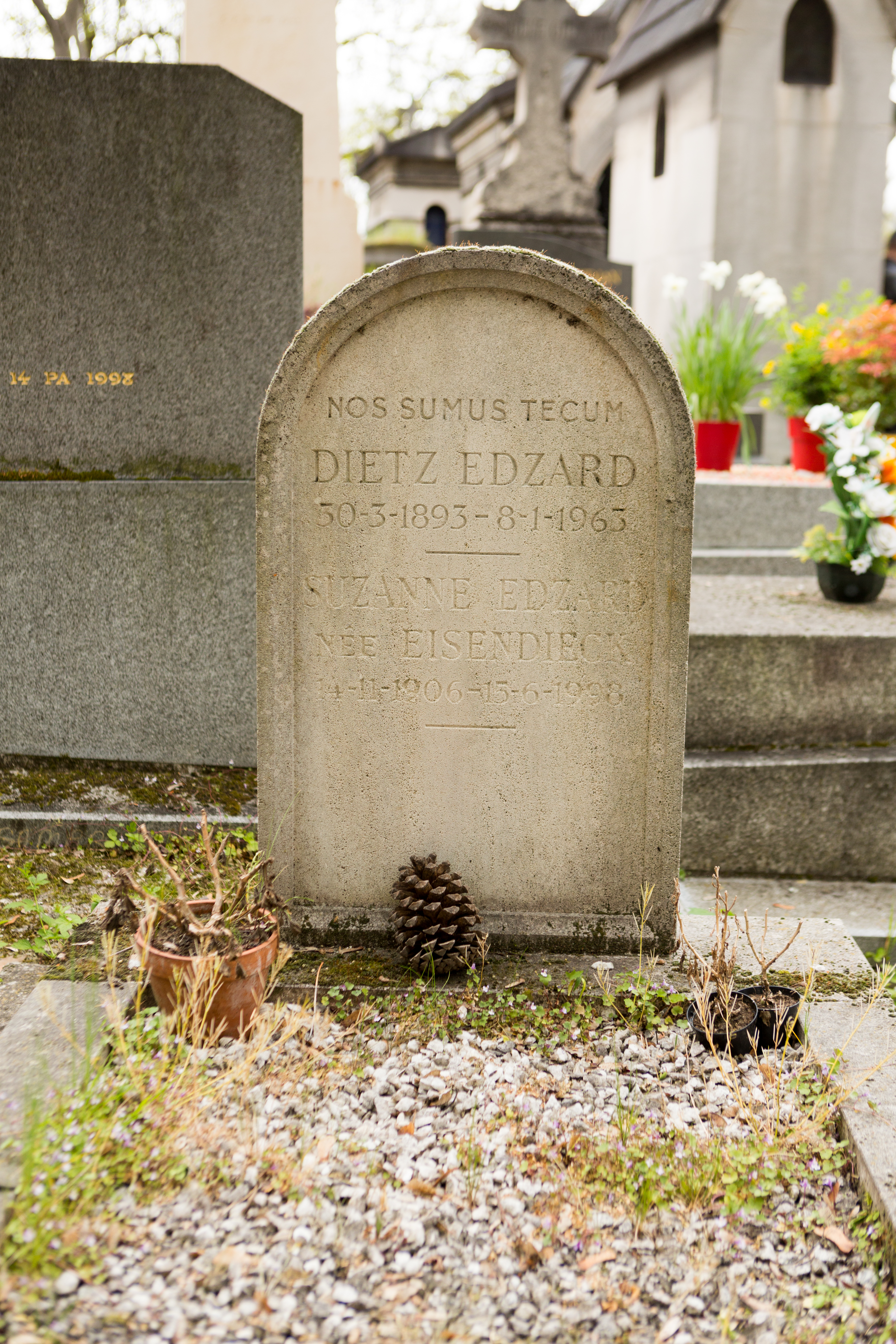
Grób Suzanne Eisendieck na cmentarzu Père-Lachaise

Suzanne Eisendieck (ur. 14 listopada 1906 w Gdańsku, zm. 15 czerwca 1998 w Paryżu) – niemiecka malarka post-impresjonistka.

## Życiorys
Suzanne Eisendieck urodziła się pod adresem Holzraum Platz 2B (Am Holzraum) w Gdańsku, miała niemieckich rodziców: Karla Eisendick i Annę Eisendick, z d. Klegus.
W wieku 12 lat, mieszkająca w Gdańsku Suzanne Eisendieck stała się jednym z najmłodszych uczniów malarza Fritza Augusta Pfuhle. W wieku 21 lat wyjeżdża na trzyletnie studia do Akademii Sztuk Pięknych w Berlinie, gdzie uczy się pod okiem Maximiliana Klewera. Podczas tego pobytu bierze udział w wystawie grupowej ponad 1400 obiektów. Tylko 9 prac zostało wtedy sprzedanych, trzy z nich były jej obrazami. Ten udany plener artystyczny w Berlinie pozwolił jej potem na wyjazd do Paryża. We Francji zamieszkała w małym poddaszu Łacińskiej Dzielnicy niedaleko Placu Świętego Michała i zaczęła malować. Była to ciągła walka o przetrwanie dla Suzanne, aż jeden z przyjaciół zorganizował wizytę Madame Zak do jej małego studia. Ona zaraz zakupiła 6 jej obrazów i umieściła je w swojej galerii na placu Saint Germain des Prés. Były one tak podziwiane, że zorganizowała też pierwszą wystawę dzieł Suzanne Eisendieck. Następne wystawy odbyły się wkrótce potem w Leicester Galleries w Londynie. Był to zarazem koniec trudnych czasów dla młodej artystki i początek wielkiego sukcesu.
Artystycznie jej prace były inspirowane przez francuskich impresjonistów, są reprezentowane w wielu kolekcjach prywatnych głównie w Stanach Zjednoczonych. Większość z jej szkiców były robione szybkimi ruchami kredy lub ołówka, związane to było z popytem na jej nowe dzieła artystyczne. Suzanne Eisendieck malowała w wyjątkowym dla siebie stylu, przy użyciu farb olejnych i czasami pastelowych.
Jednym z jej najlepszych przyjaciół został Dietz Edzard. To on osobiście zaprezentował Madame Zak jej sztukę. Oboje zaczęli malować tak podobnie, że niektórzy mieli trudności w odróżnieniu ich obrazów.
W 1938 roku Suzanne Eisendieck wyszła za mąż za Dietza Edzarda (1893-1963). Mieli dwoje dzieci urodzonych w Paryżu: Christine Edzard-Goodwin (ur. 1945, wyszła za mąż za Richarda Goodwina. Razem prowadzą Sands Films, Londyn) i Angelikę Edzard-Károlyi (ur. 1947, wyszła za mąż za Józsefa Károlyi. Razem prowadzą Fundację imienia Józsefa Károlyi, Węgry).
Suzanne Eisendieck zmarła w Paryżu w 1998 roku i została pochowana na cmentarzu Père-Lachaise.

## Wystawy
- 1929 – Jury Free Art Show, Berlin
- 1932 – Madame Zak na Placu Saint Germain des Près, Paryż
- 1934 – Leicester Galleries, Londyn
- 1936 – Leicester Galleries, Londyn
- 1938 – Leicester Galleries, Londyn
- 1937 – Marie Harriman Gallery, Nowy Jork
- 1939 – Marie Harriman Gallery, Nowy Jork
- 1940 – Marie Harriman Gallery, Nowy Jork
- 1942 – Galerie Benezit, Paryż
- 1946 – Perls Galleries, Nowy Jork
- 1948 – Perls Galleries, Nowy Jork
- 1949 – Perls Galleries, Nowy Jork
- 1950 – Gallery Vigeveno, Los Angeles
- 1954 – Exposition Publique Tableaux Moderners, Paryż
- 1955 – Galerie Petrides, Paryż
- 1956 – O’Hana Gallery, Londyn
- 1959 – Hammer Galleries, Nowy Jork
- 1959 – Findlay Galleries, Nowy Jork
- 1959 – Findlay Galleries, Chicago
- 1959 – Findlay Galleries, Palm Beach
- 1961 – Adams Gallery, Londyn
- 1962 – Galerie Abels, Kolonia

## Znane obrazy

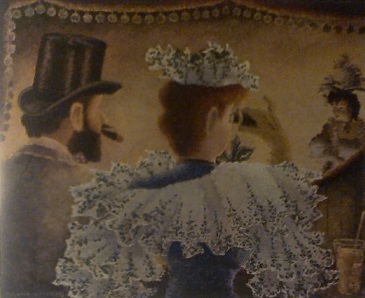
Leicester Galleries, Londyn (1936) „W Teatrze”
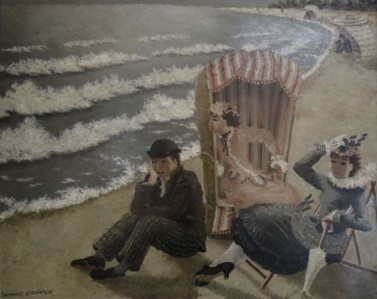
Leicester Galleries, Londyn (1936) „Burzliwa Plaża”
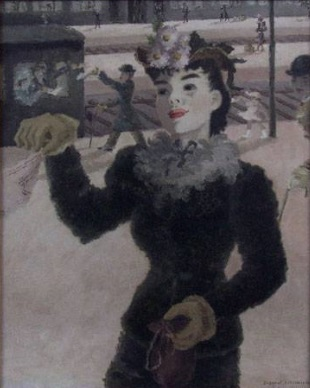
Marie Harriman Gallery, NY (1937) „ Na dworcu”
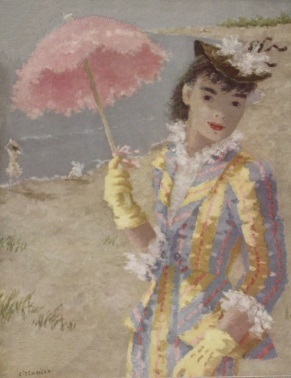
(1938) „Słomiana czapka”
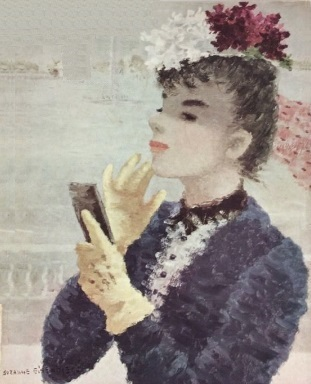
(1938) „W sklepie Bonwit Teller” Marshall Field
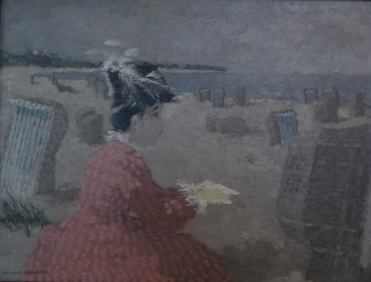
(ok. 1938-1939) „Plaża Sopot”
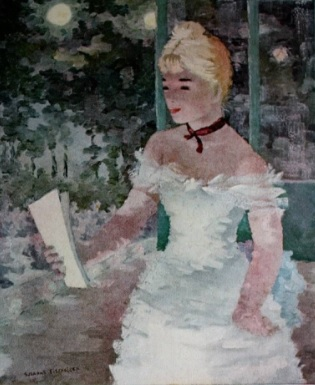
(1941)[7] terminus ante quem
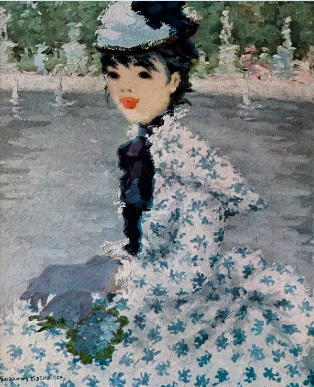
(1947) „Ogrody Tuileries”